# Мирјана Беширевић
Мирјана Мира Беширевић (Београд) јесте српска певачица поп музике.

## Биографија
Музичку каријеру започела је док је била гимназијалка, 1964. године, снимивши две песме за издавачку кућу Југотон у оквиру пројекта „Моја прва плоча“.
Десетак година касније започиње сарадњу са Борисом Бизетићем, младим, али већ афирмисаним кантаутором. Музичку нумеру „Не иди злато моје" композитора Радета Радивојевића, која јој је обележила каријеру и постала њена лична карта, отпевала је на југословенском избору за представника на Песми Евровизије 1986. године. Иако није победила, песма је постала велики хит што је донело Мирјани невиђену популарност.
Снимила је и неколико плоча народне компоноване музике, као део изузетно популарног дуета са Ралетом Ћајићем.

## Фестивали
Омладина, Суботица:
- Изгубљени пут, '64
- Крај Тисе, сам / Успомена још о теби прича, '65
- Ти сањаш вечерас / Моје обећање / Ти и твоје очи, треће место и награда за најбољу интерпретацију, '66

Опатија:
- Зна ли се икад (алтернација са Крстом Петровићем), '65

Београдско пролеће:
- Награда за најбољег дебитанта, '64
- Човек никад није сам, '73
- Стрепња (Вече ретроспективе - највећих хитова са фестивала Београдско пролеће), '88
- Предосећање (Вече поетско- музичког рецитала посвећеног Десанки Максимовић), '89
- Ја још памтим (Вече градских песама и романси), '96
- Још један дан (Вече градских песама и романси), '97
- Писмо (Вече градских песама и романси), '98

Хит парада, Београд:
- Кажем себи да то нису сузе, '75

Југословенски избор за Евросонг:
- Не иди, злато моје, петнаесто место, Приштина '86

Фестивал градских песама и романси, Ниш:
- У вечери тихе, '94
- Тихо ноћи / Пред Сенкином кућом (Вече легенди градске песме), '95

## Дискографија

### Албуми
- 1981. Шалимо се (дует са Ратком Ралетом Чајићем), (Југотон)
- 1986. Идемо, идемо (ЗКП РТВЛ)
- 1987. Врати се (ЗКП РТВЛ)

### Сингл плоче
- 1964. Још сам млада (Југотон)
- 1973. Човек никад није сам (ПГП РТБ)
- 1974. Не знам (ПГП РТБ)
- 1974. Где си сад (ПГП РТБ)
- 1975. Кажем себи да то нису сузе (ПГП РТБ)
- 1975. Лето долази љубави моја (ПГП РТБ)
- 1975. Ниси знала да те волим (дует са Ратком Ралетом Чајићем), (Југотон)
- 1976. Не дам срцу да га песма боли  (дует са Ратком Ралетом Чајићем), (Југотон)
- 1979. Мати (дует са Бисерком Вунтуришевић), (Дискос)
- 1981. Немам права да те волим (дует са Ратком Ралетом Чајићем), (Југотон)